# Waltersdorf (Bad Schandau)
Waltersdorf (označován též jako Waltersdorf/Sächs. Schweiz) je vesnice, místní část města Bad Schandau v německé spolkové zemi Sasko. Nachází se v zemském okrese Saské Švýcarsko-Východní Krušné hory a má 300 obyvatel.

## Historie
Waltersdorf byl založen ve středověku jako lesní lánová ves. První písemná zmínka pochází z roku 1501, kdy je uváděn jako Waltirstorff. Od roku 1539 byla vesnice farně příslušná ke Königsteinu, od roku 1904 pak k Porschdorfu. V roce 1974 byla do té doby samostatná obec připojena k obci Porschdorf, která se roku 2012 připojila k městu Bad Schandau.

## Geografie
Vesnice leží v pískovcové oblasti Saského Švýcarska. Její území zasahuje do národního parku Saské Švýcarsko. V meandru Labe, ke kterému téměř Waltersdorf dosahuje, se nachází stolová hora Lilienstein (415 m). Významným tokem je říčka Polenz protékající od severu k západu území.

## Pamětihodnosti
- pískovcový most přes Polenz z roku 1898
- pískovcový obelisk z roku 1889